# Романипэ
Романипэ́ (другие возможные формы: романипэ́н, романыпэ́, романыпэ́н, ромипэ́н, рома́имос, рома, цыг. Romanipen, Romaniya) — термин цыганской философии, условно переводимый как «цыганский дух», «цыганская культура». На самом деле значение этого слова шире. Романипэ — это совокупность цыганского духа, цыганской сущности, цыганского закона, осознавания принадлежности к цыганскому обществу, набора цыганских качеств характера и т. п.
Без соответствия, соблюдения и наличия романипэ этнический цыган не может быть признан цыганом.

## Романипэ в значении «цыганскость» и «цыганский дух»
Считается, что романипэ — отличительное качество цыган. Однако этнический нецыган, имеющий романипэ, признаётся цыганом. Обычно это приёмный ребёнок нецыганского происхождения, выросший в рамках цыганской культуры.